# Абдусаламов, Шавкат Фазилович
Шавкат Фазилович Абдусаламов (род. 28 апреля 1936, Ташкент, УзССР, СССР) — узбекский, советский и российский художник, актёр, писатель, режиссёр.

## Биография
Шавкат Абдусаламов окончил ВГИК (1966). Работал художником-постановщиком на фильмах Андрея Тарковского, Элема Климова, Али Хамраева. Исполнил главные роли в фильмах Хамраева «Триптих», «Телохранитель». Первая персональная выставка состоялась в 1972 году, но была быстро закрыта из-за религиозной тематики картин. Его картины хранятся в Третьяковской галерее, в коллекции Нэнси и Нортона Доджей в США. В 2000 году роман Абдусаламова «Единорог» (эпическая притча, по определению Андрея Немзера) попал в длинный список премии «Русский Букер». В 2002 году художник выступил в качестве режиссёра, сняв фильм «Сукровица».
На вопрос о том, кем Абдусаламов себя ощущает: художником, писателем, режиссёром, — он отвечает уклончиво: «Кто я сейчас?.. Человек, который любит людей и животных… Который понимает животных и старается понять людей…».
Тонино Гуэрра (1920—2012), неоднократно бывавший в Москве и посещавший Шавката Абдусаламова в его мастерской, чрезвычайно высоко отзывался об его работах и всей жизненной философии.

## Выставки
С 9 декабря 2005 по 22 января 2006 года в Государственном музее изобразительных искусств имени А. С. Пушкина проходила выставка работ Ш. Абдусаламова «Пространство Шавкат-А», к которой также был приурочен выход одноимённого альбома.

## Фильмография
Художник
1. 1966 — Белые-белые аисты
2. 1966–1967 — Житие и вознесение Юрася Братчика
3. 1971 — Сказание о Рустаме
4. 1974 — Агония
5. 1976 — Сказание о Сиявуше
6. 1979 — Сталкер (в титрах не указан)
7. 1979 — Триптих
8. 1979 — Телохранитель
9. 1983 — Жаркое лето в Кабуле
10. 1987 — Уходя, остаются
11. 1988 — Смерч
12. 1989 — Маленький человек в большой войне
13. 2002 — Кострома
14. 2002 — Сукровица
15. 2004 — Четыре

Актёр
1. 1974 — Агония
2. 1979 — Телохранитель — Фоттабек (роль озвучил Олег Янковский)
3. 1979 — Триптих
4. 1979—1984 — Огненные дороги — Умид
5. 1987 — Уполномочен революцией
6. 1989 — Маленький человек в большой войне
7. 2004 — Четыре
8. 2007 — Третье небо

Сценарист
1. 2002 — Сукровица (под псевдонимом Такваш)

Режиссёр
1. 2002 — Сукровица (под псевдонимом Такваш)

## Награды и премии
- Премия Правительства Российской Федерации в области культуры за 2011 год — за выставочный проект «Пространство Шавкат.А»[4].